# 冉崇伟
冉崇伟（1962年—），重庆巫溪人，汉族，中华人民共和国政治人物、第十二届全国人民代表大会解放军代表。
毕业于解放军信息工程学院密码学专业。加入中国共产党。总参某部研究员。2008年起担任全国人大代表。2013年，担任全国人大代表。